# Albert Gallup
Albert Gallup (* 30. Januar 1796 in East Berne, New York; † 5. November 1851 in Providence, Rhode Island) war ein US-amerikanischer Jurist und Politiker. Zwischen 1837 und 1839 vertrat er den Bundesstaat New York im US-Repräsentantenhaus.

## Werdegang
Albert Gallup wurde kurz vor dem Ende des 18. Jahrhunderts in East Berne geboren. Er erhielt eine bescheidene Schulbildung. Gallup studierte Jura. Nach dem Erhalt seiner Zulassung als Anwalt begann er in Albany zu praktizieren. Zwischen 1831 und 1834 war er Sheriff im Albany County. Politisch gehörte er der Demokratischen Partei an.
Bei den Kongresswahlen des Jahres 1836 für den 25. Kongress wurde er im zehnten Wahlbezirk von New York in das US-Repräsentantenhaus in Washington, D.C. gewählt, wo er am 4. März 1837 die Nachfolge von Gerrit Y. Lansing antrat. Im Jahr 1838 erlitt er bei seiner Wiederwahlkandidatur eine Niederlage und schied nach dem 3. März 1839 aus dem Kongress aus.
Präsident James K. Polk ernannte ihn zum Collector of Customs in Albany. Gallup verstarb am 5. November 1851 in Providence und wurde dann auf dem Swan Point Cemetery beigesetzt.

## Familie
Er heiratete am 26. April 1818 Eunice Smith (1799–1872), Tochter von Priscilla Mitchell (1780–1866) und Amos Denison Smith (1778–1826). Das Paar hatte sieben gemeinsame Kinder:
- Caroline Gallup (* 5. August 1821 in Albany, New York; † 17. November 1914 in New York City[2])
- Albert Smith Gallup (* 20. September 1823 in Albany, New York; † 21. März 1906[3])
- Priscilla Gallup (* 21. Juni 1828 in Albany, New York)
- Lucy Gallup (* 11. Mai 1832 in Albany, New York)
- Edwin Chesebrough Gallup (* 21. März 1835 in Albany, New York; † 11. Mai 1883[4])
- Eunice Ida Gallup (* 14. April 1840 in Albany, New York; † 18. September 1898[5])
- Francis William Gallup (* 15. Juli 1841 in Albany, New York; † 17. September 1842[6])